# Songzhu-Tempel
| Tibetische Bezeichnung                 |
| -------------------------------------- |
| Wylie-Transliteration: zong kru'u dgon |
| Chinesische Bezeichnung                |
| Vereinfacht: 嵩祝寺                    |
| Pinyin:Songzhu si                      |

Der Songzhu-Tempel (tibetisch zong kru'u dgon; chinesisch 嵩祝寺 Songzhu si) war ein Tempel des tibetischen Buddhismus, den der Qing-Kaiser Yongzheng 1733 für den 3. Cangkya Qutuqtu (Tschangtscha Hutuktu) errichten ließ. Er befindet sich unter der Adresse Songzhu Beixiang im Pekinger Stadtbezirk Dongcheng. Auf dem Tempelgelände befindet sich heute ein Luxushotel.
Songzhu-Tempel und Zhizhu-Tempel stehen seit 1984 auf der Denkmalliste der Stadt Peking (3-30).